# جاي سيمون
جاي سيمون (بالإنجليزية: Jay Simon)‏ هو ممثل بريطاني، ولد في 17 ديسمبر 1966 بلندن في المملكة المتحدة.